# Lijst van vlaggen van Iraakse deelgebieden
Dit artikel bevat een lijst van vlaggen van Iraakse deelgebieden. Irak telt achttien gouvernementen.

## Vlaggen van gouvernementen

Al-Anbar
Al-Basrah
Al-Muthanna
Al-Qadisiyah
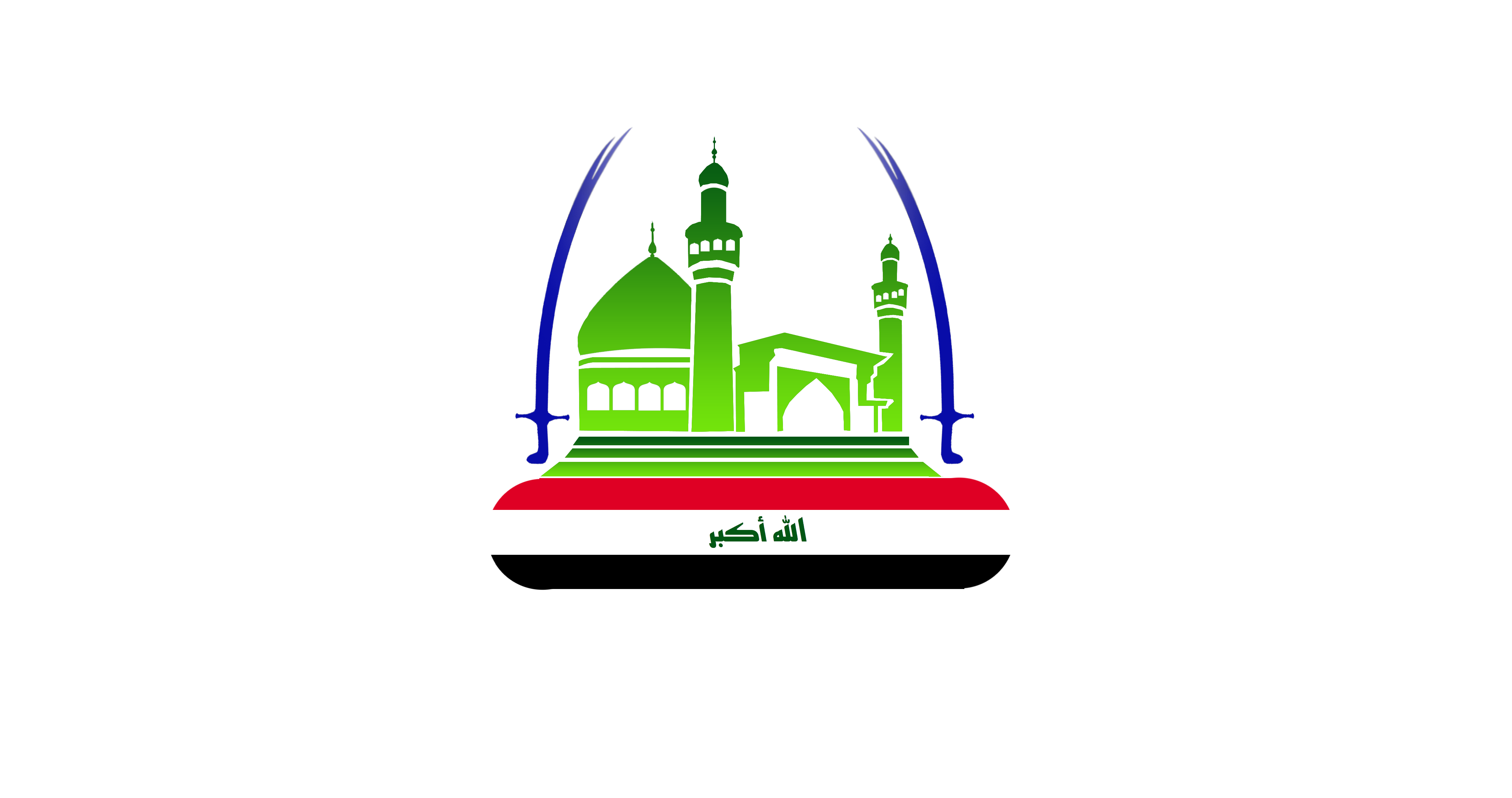
An-Najaf
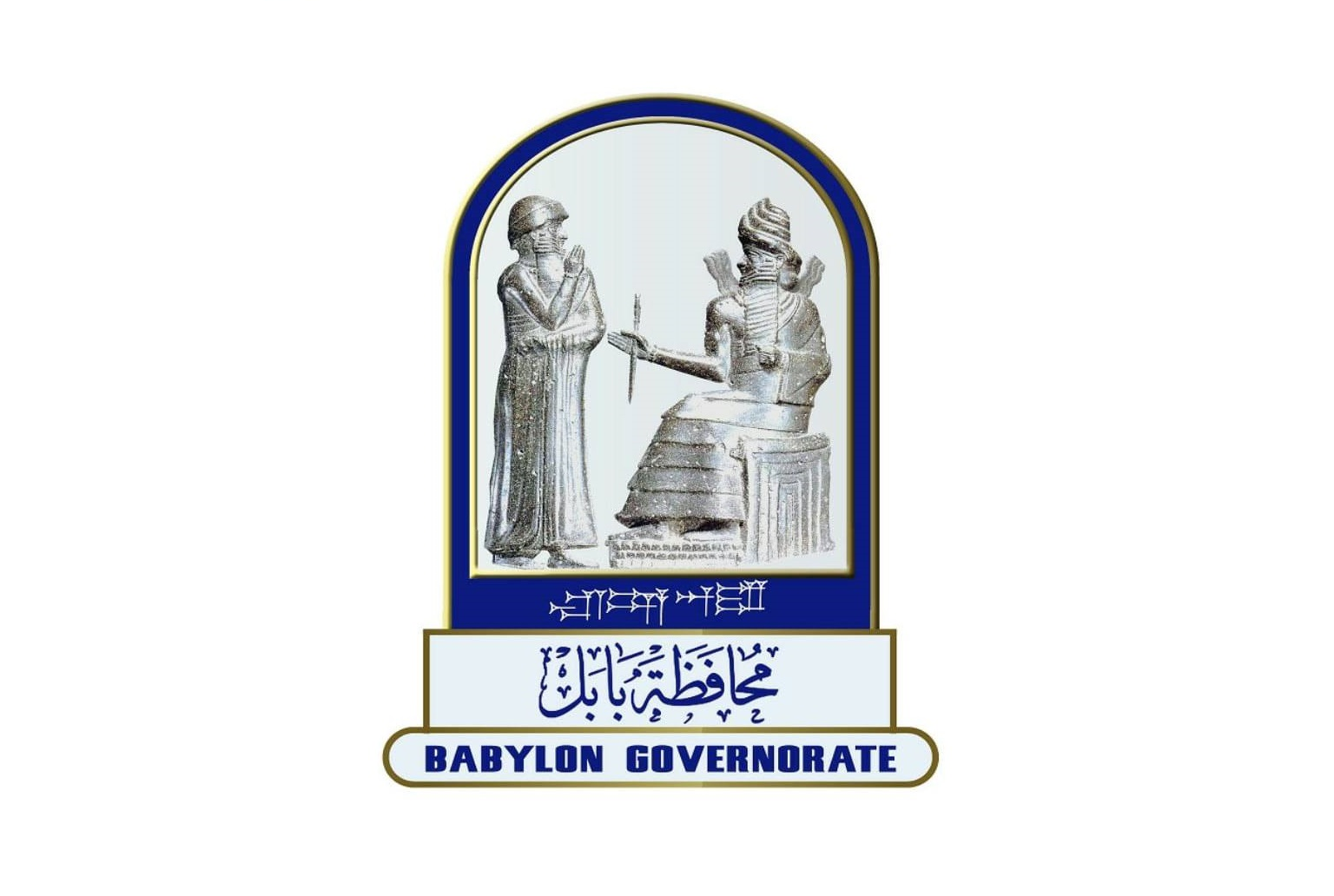
Babil
Bagdad
Dhi Qar
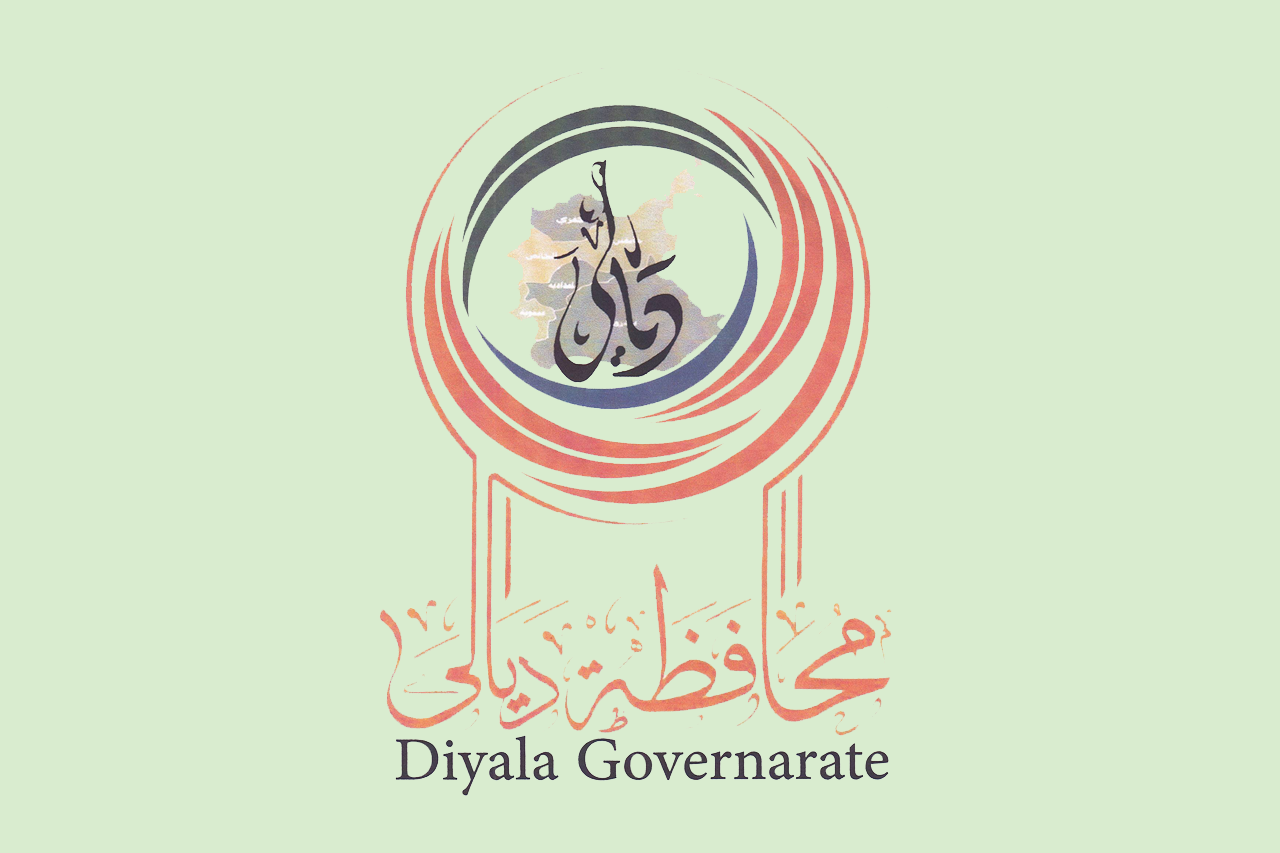
Diyala
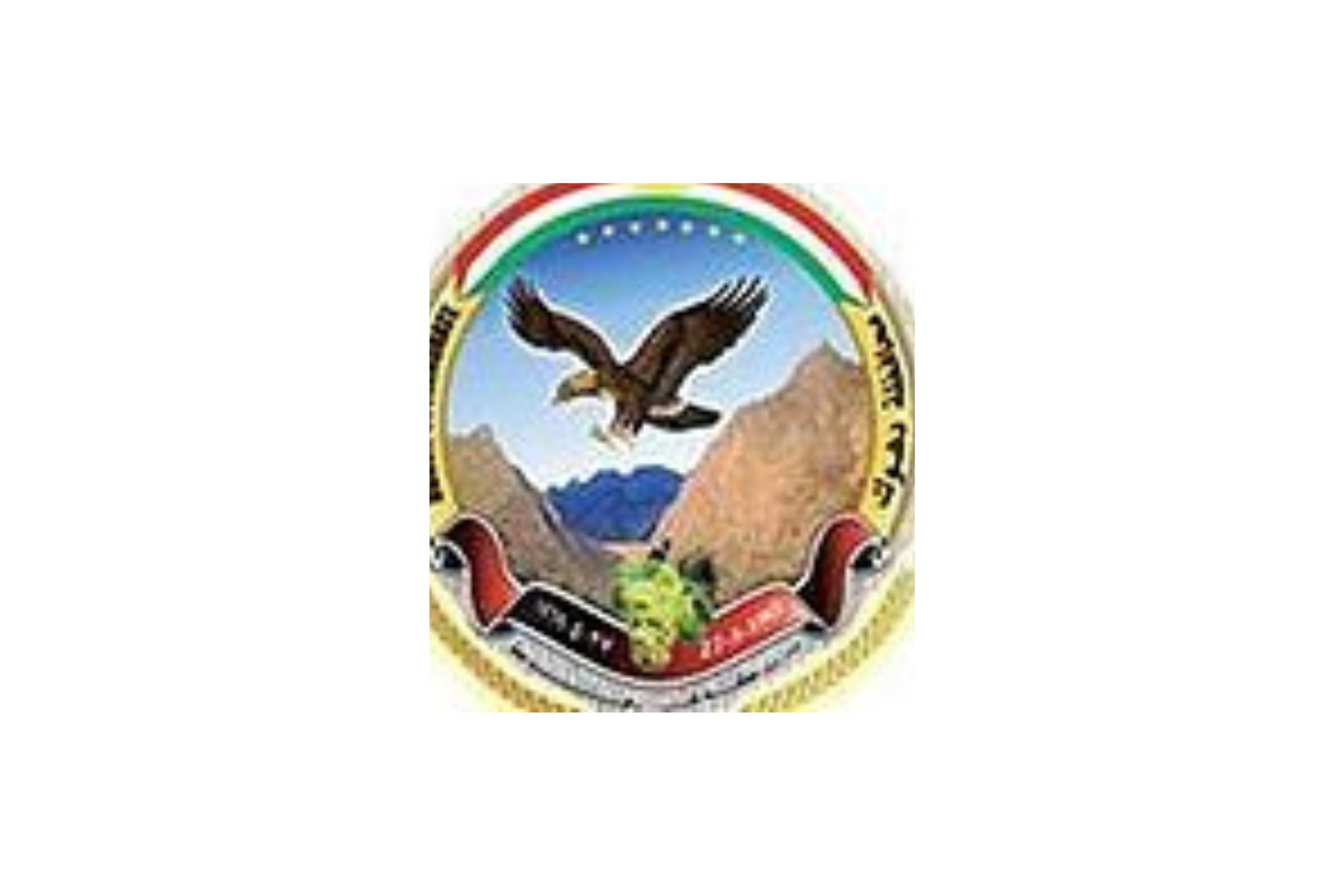
Duhok
Erbil
Karbala
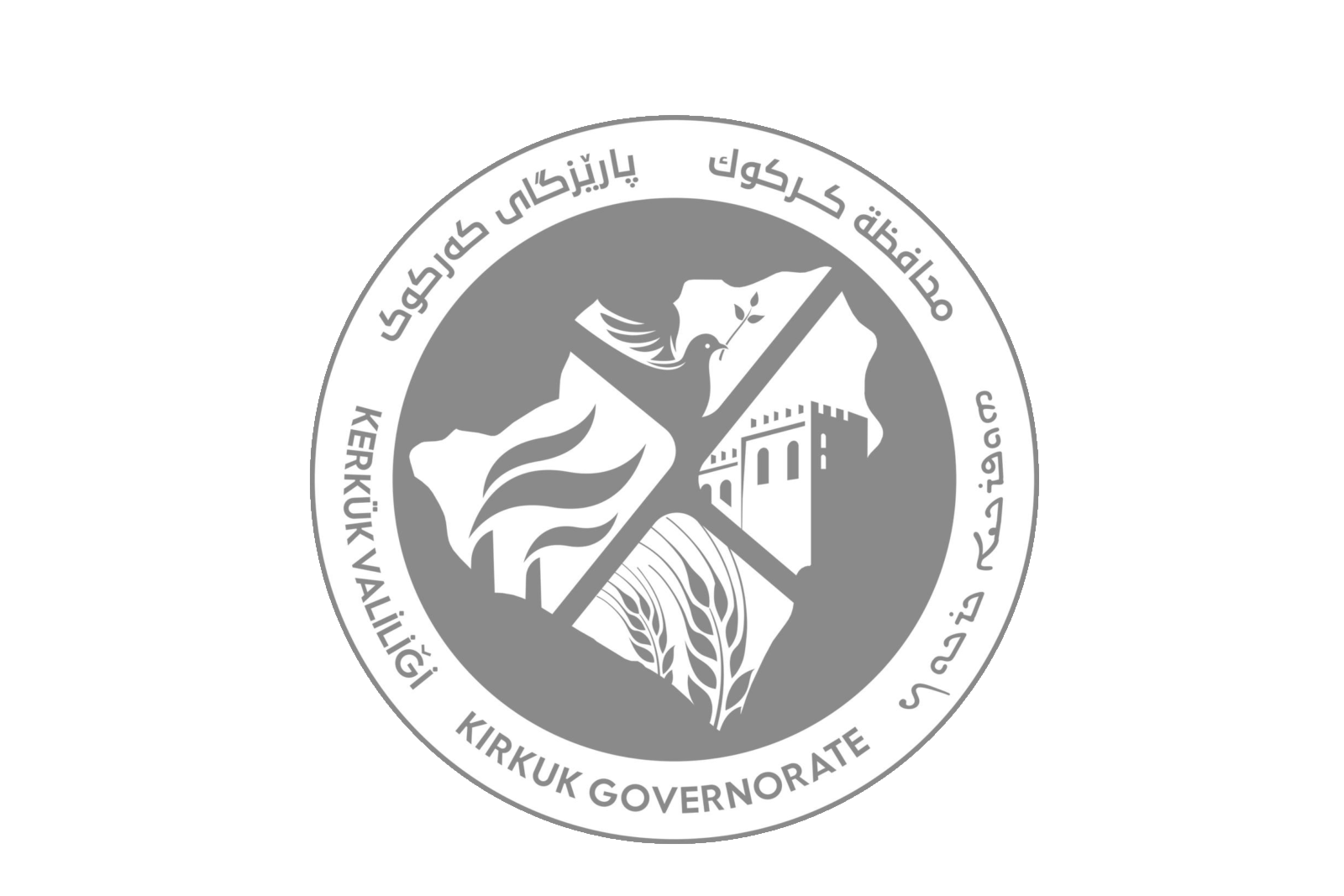
Kirkuk
Maysan
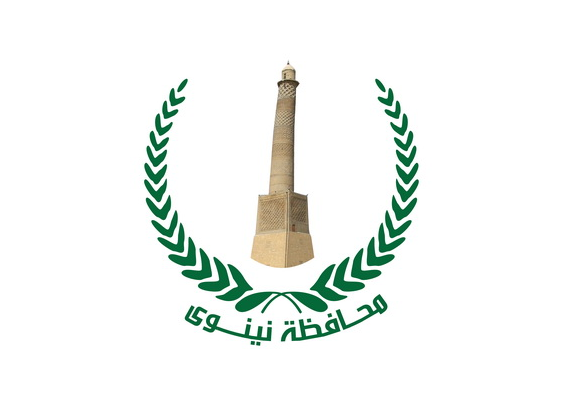
Ninawa
Salah ad Din
Suleimaniya
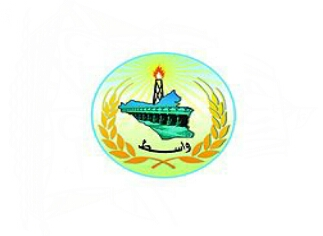
Wasit

## Vlaggen van autonome regio's
| Kaart | Autonome regio            | Vlag | Artikel over de vlag | Ratio | Ingebruikname |
| ----- | ------------------------- | ---- | -------------------- | ----- | ------------- |
|       | Koerdische Autonome Regio |      | Vlag van Koerdistan  | 2:3   | 1920          |

Albanië · Andorra · Argentinië · Australië · Bahrein · België · Bolivia · Bosnië en Herzegovina · Brazilië · Bulgarije · Canada · Chili · China · Colombia · Comoren · Costa Rica · Denemarken · Dominicaanse Republiek · Duitsland · Ecuador · Egypte · El Salvador · Estland · Ethiopië · Filipijnen · Finland · Frankrijk · Gabon · Georgië · Ghana · Griekenland · Guatemala · Guyana · Honduras · Hongarije · Ierland · India · Indonesië · Irak · Italië · Japan · Kazachstan · Kenia · Kirgizië · Koeweit · Kroatië · Liberia · Litouwen · Maleisië · Marshalleilanden · Mexico · Micronesië · Moldavië · Mongolië · Myanmar · Nederland · Nicaragua · Nieuw-Zeeland · Nigeria · Noorwegen · Oeganda · Oekraïne · Oostenrijk · Pakistan · Palau · Panama · Papoea-Nieuw-Guinea · Paraguay · Peru · Polen · Portugal · Roemenië · Rusland · Salomonseilanden · Sao Tomé en Principe · Servië · Slowakije · Soedan · Somalië · Spanje · Sri Lanka · Suriname · Tanzania · Thailand · Trinidad en Tobago · Tsjechië · Uruguay · Vanuatu · Venezuela · Verenigd Koninkrijk · Verenigde Arabische Emiraten · Verenigde Staten · Wit-Rusland · Zuid-Afrika · Zuid-Korea · Zuid-Soedan · Zweden · Zwitserland
Historisch: Joegoslavië · Oostenrijk-Hongarije · Sovjet-Unie
Zie ook: Vlaggenlijsten per land · Vlaggen van afhankelijke gebieden · Vlaggen van gemeenten (per land)